# Арканзасская зубочистка

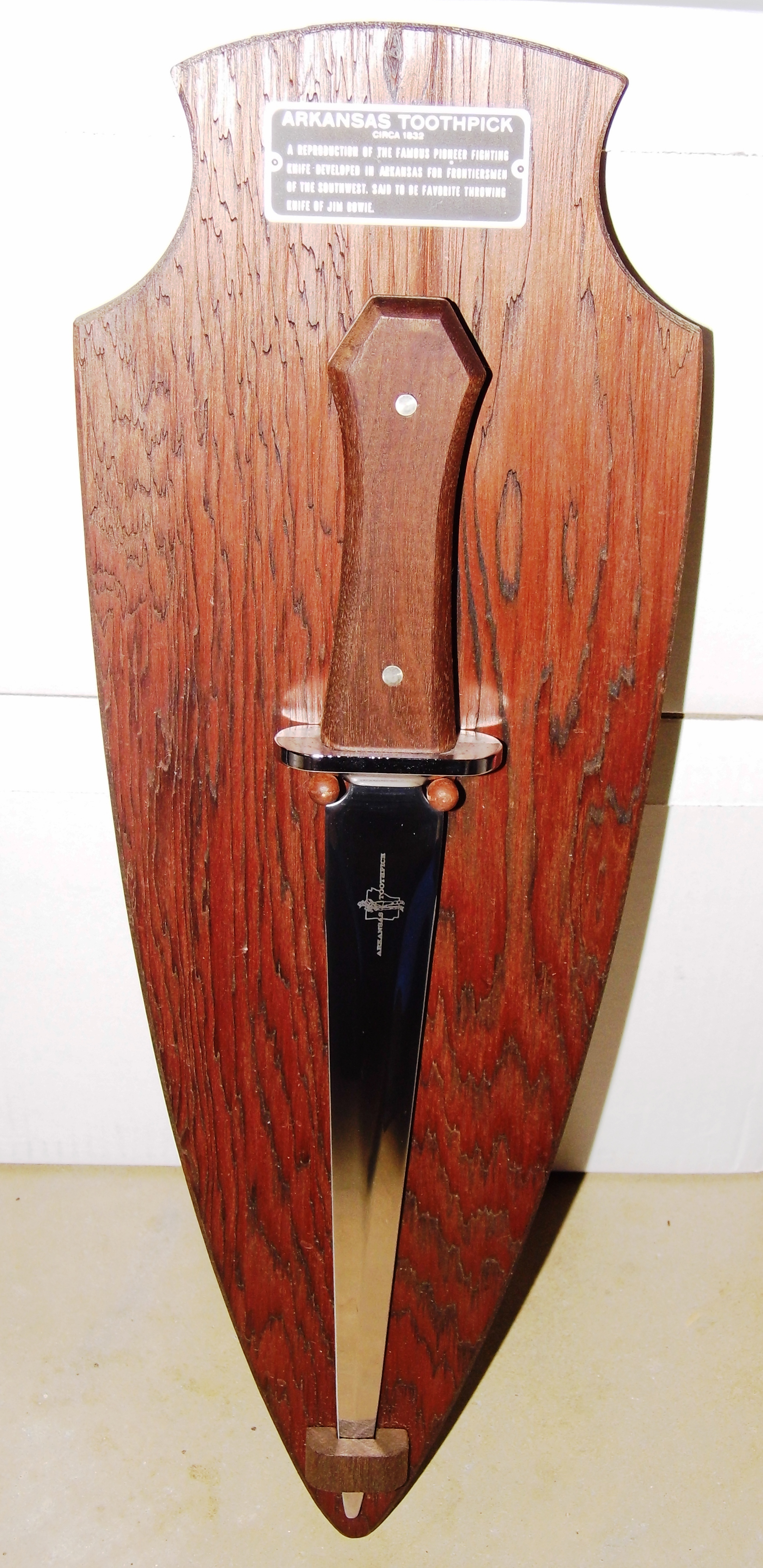
Реплика Арканзасской зубочистки

Арканзасская зубочистка (англ. Arkansas toothpick) — тяжёлый кинжал с прямым острым лезвием от 12 до 20 дюймов (от 30 до 51 см). Нож может использоваться для колющих и режущих ударов. Джеймсу Блэку, известному усовершенствованием ножа Боуи, приписывают изобретение арканзасской зубочистки.

## В отличие от ножа Боуи
В середине XIX века не было чёткого различия между ножами Боуи и арканзасскими зубочистками. Было достаточно случайных различий, чтобы затмить любое догматическое утверждение об эквивалентности. Было замечено, что американцы использовали карманные ножи для чистки зубов в ту эпоху, поэтому термин «арканзасская зубочистка» может предшествовать ножу Боуи. Есть спорные основания утверждать, что арканзасские зубочистки были предназначены для метания.

## Правовой статус
Хотя во многих юрисдикциях по всему миру действуют законы о ножах, регулирующие длину лезвия или кинжалоподобный профиль арканзасской зубочистки, которыми можно владеть или носить с собой, в некоторых регионах Соединенных Штатов есть законодательство, в котором упоминается, в частности, «арканзасская зубочистка». Эти законы были приняты в конце 1830-х годов в Алабаме, Теннесси и Джорджии как попытка предотвратить дуэли.